# Giotto Bizzarrini

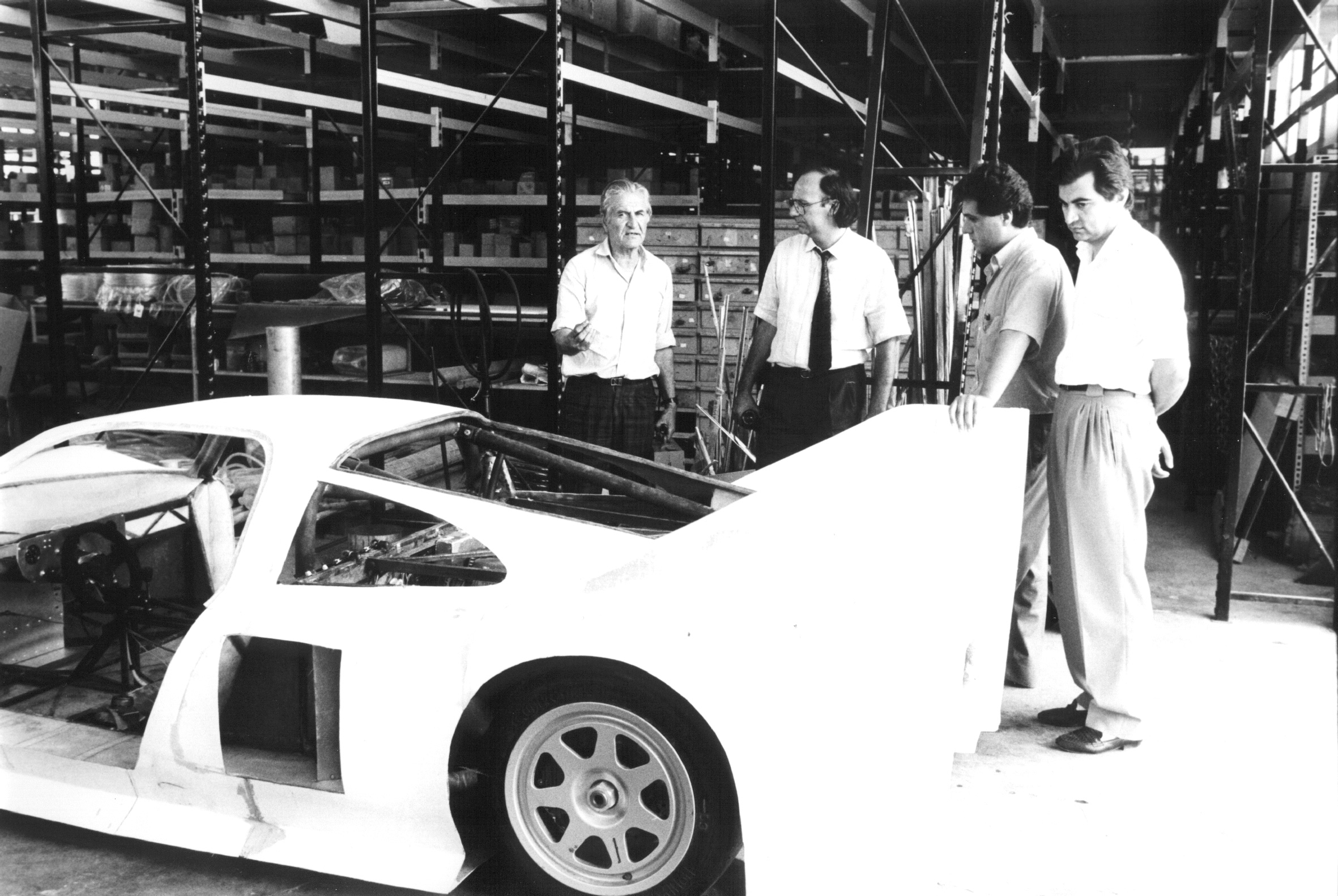
Giotto Bizzarini (il primo a sinistra) nel 1989

Giotto Bizzarrini (Livorno, 6 giugno 1926 – Cecina, 13 maggio 2023) è stato un ingegnere, designer e imprenditore italiano, attivo nel settore automobilistico.

## Biografia
Dopo aver ottenuto la laurea in ingegneria insegnò all'Università di Pisa, ma la passione per l'auto fu talmente forte che nel 1954 lasciò la didattica per entrare a far parte dell'ufficio esperienze dell'Alfa Romeo. L'esperienza con l'azienda milanese fu breve e tre anni dopo passò già alla Ferrari. Lavorò alla Ferrari 250 Testa Rossa dodici cilindri 3 litri, alla Testa Rossa 500 Mondial 2 litri, alle varie versioni della Ferrari 250 (250 GT SWB, 250 Spider California, 250 GTO). In quegli anni nacque il sodalizio tecnico tra Bizzarrini e l'ingegner Carlo Chiti: un'amicizia favorita dalla corregionalità che, nel 1961, portò entrambi a lasciare la Ferrari per fondare, con il conte Giovanni Volpi di Misurata, la Automobili Turismo e Sport. L'ATS SpA ebbe però vita breve perché mentre Chiti si occupava di una monoposto di Formula 1, Bizzarrini in quello stesso anno preferì dar vita a Livorno ad una società battezzata Autostar, con lo scopo di progettare nuovi motori. 
Tra i primi committenti ci fu Ferruccio Lamborghini, su ordine del quale nacque un motore di gran successo, un dodici cilindri di 3,5 litri che, ceduto alla Lamborghini, venne installato sulla Lamborghini 350 GTV. Nel 1962, per la Scuderia Serenissima del conte Giovanni Volpi di Misurata, realizzò in collaborazione con la Carrozzeria Sports Cars di Piero Drogo la Ferrari 250 Gt Breadvan (chassis 2819GT). La vita di Bizzarrini si incrociò anche con quella di un altro produttore di auto dell'epoca, Renzo Rivolta, titolare della Iso Rivolta di Bresso (Mi), un'azienda che produceva frigoriferi, motociclette e microvetture (la famosa Isetta), ma che voleva iniziare a produrre automobili sportive. A questo punto Rivolta, con progetto a cura di Bizzarrini, disegno di Bertone e carrozzeria realizzata dalla Sports Car di Modena, presentò al Salone di Torino del 1963 una vettura chiamata Iso Grifo con un potente motore V8 Chevrolet capace di erogare 350 CV SAE di potenza massima.
Nel 1964 fondò la Prototipi Bizzarrini che diventò Bizzarrini s.p.a. nel 1966, cominciando a produrre quella che fu una delle più potenti e veloci Gt italiane degli anni 60: la Bizzarrini 5300 GT Strada, capace di toccare i 280 km/h. Tuttavia nel 1969 la produzione della 5300 GT Strada cessò dopo appena 133 esemplari. L'attività fu chiusa e con essa Bizzarrini chiuse anche la sua professione di imprenditore (il marchio sarà ripreso nel 1998 da una nuova azienda). Da quel momento prestò la sua opera come consulente di aziende automobilistiche, collaborando alla progettazione di alcuni prototipi come il BZ 2001 (spider su meccanica Ferrari), ma per vari motivi, nonostante l'attualità della macchina, il progetto non decollò. 
Il 23 ottobre 2012 gli venne conferita la Laurea Magistrale honoris causa in Design, presso la nuova sede di Calenzano (FI), inaugurata il giorno stesso.